# Grupa tetrarchów

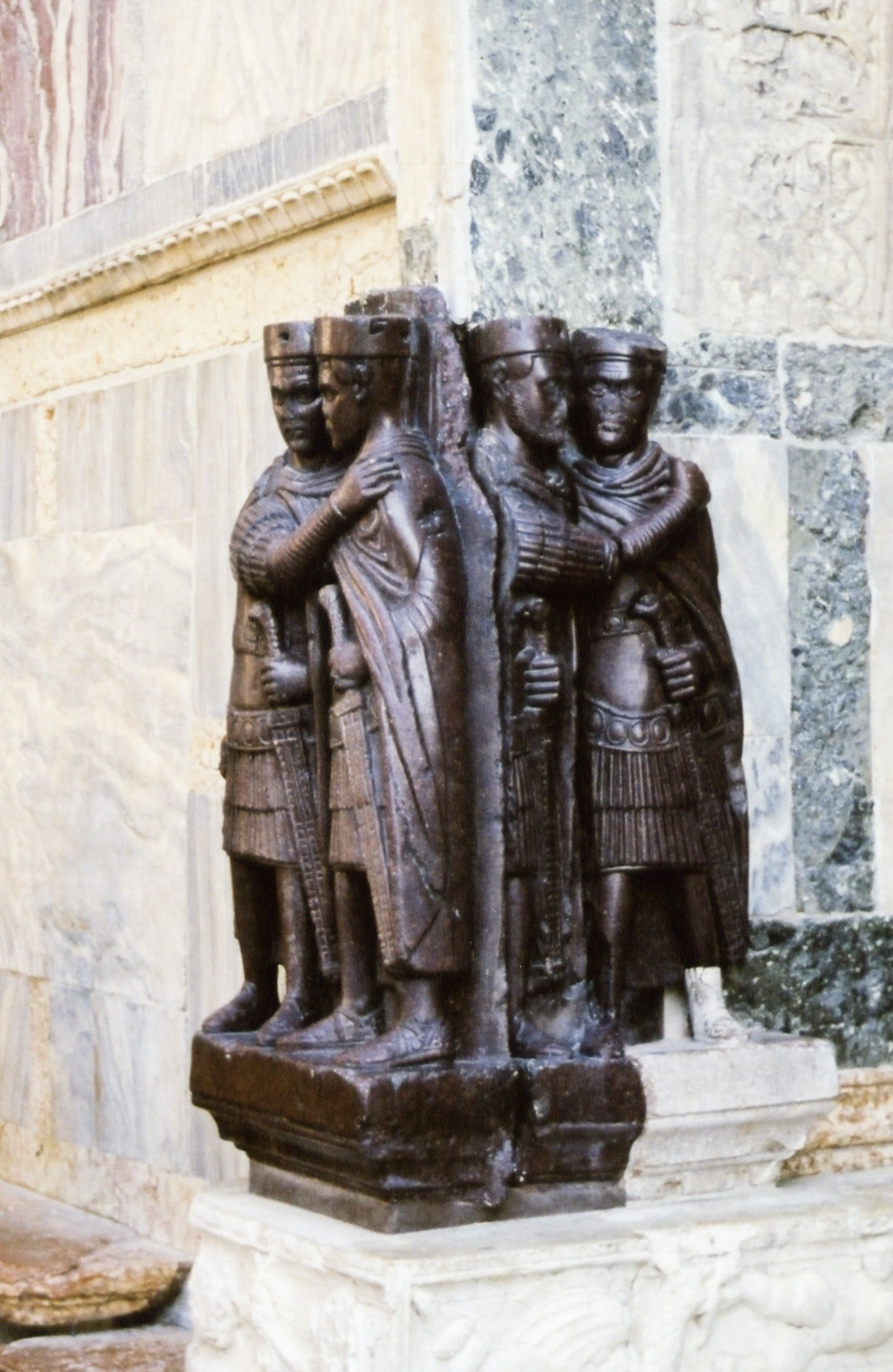
Rzeźba wmurowana w narożnik fasady bazyliki św. Marka w Wenecji

Grupa tetrarchów – pochodząca z Azji Mniejszej rzeźba porfirowa (wysokość 1,30 m) z początku IV w. n.e., przywieziona w XIII w. z pałacu cesarskiego w Konstantynopolu i wmurowana w narożnik fasady bazyliki św. Marka w Wenecji. Przedstawia złączone w braterskim uścisku dwie pary władców rzymskich (Dioklecjan i Maksymian, Konstancjusz Chlorus i Galeriusz) wspólnie rządzących cesarstwem jako tzw. tetrarchowie.

## Historia zabytku
Wiadomo, że po przeniesieniu do Konstantynopola podniesionego do rangi stolicy cesarstwa, grupa ta wtórnie przedstawiała czterech synów Konstantyna Wielkiego – braci Konstantyna, Konstancjusza i Konstansa oraz przyrodniego Kryspusa. W tym celu dokonano w nich odpowiednich zmian i rozmieszczono jako podstawy dwóch wejściowych kolumn w zespole pałacowych zabudowań tzw. Filadefii (gr. φιλαδελφῖα oznacza braterską miłość).   
Z tego miejsca rzeźby wycięto podczas złupienia Konstantynopola przez krzyżowców w 1204 r. i sprowadzono do Wenecji na polecenie doży Enrico Dandolo. Brakującą u jednej z figur stopę odnaleziono podczas wykopalisk przy meczecie Bodrum (położonym ok. 1 km od dawnego konstantynopolitańskiego pałacu cesarskiego) w Stambule i obecnie znajduje się ona w stambulskim muzeum. Otwory w diademowych przybraniach głów władców są śladami po zdobiących je kosztownych zapinkach (najpewniej z innego materiału). 
Na całość zabytkowego kompleksu składają się w istocie dwie grup rzeźb – większa (wenecka) i mniejsza (watykańska). Przypuszcza się, że faktycznym miejscem ich powstania był Egipt, gdzie wykonano je w warsztacie aleksandryjskim. Czerwony porfir, z którego wykuto rzeźby, pochodzi z egipskiego pustynnego masywu Mons Porphyrites.
Dwie inne, podobne kolumny wykorzystano od 1479 r. jako wsporniki łuku triumfalnego kaplicy papieża Sykstusa IV w rzymskiej bazylice św. Piotra (obecnie w Bibliotece Watykańskiej). W porównaniu z grupą wenecką reprezentują one niższy poziom artystyczny, również nie wykazując cech zindywidualizowanych portretów. Zwrócono też uwagę, że w ogólnym charakterze pomnik odbiega od wzorców starożytności klasycznej swymi cechami bliższymi raczej sztuce prymitywnej bądź średniowiecznej.

## Symbolika

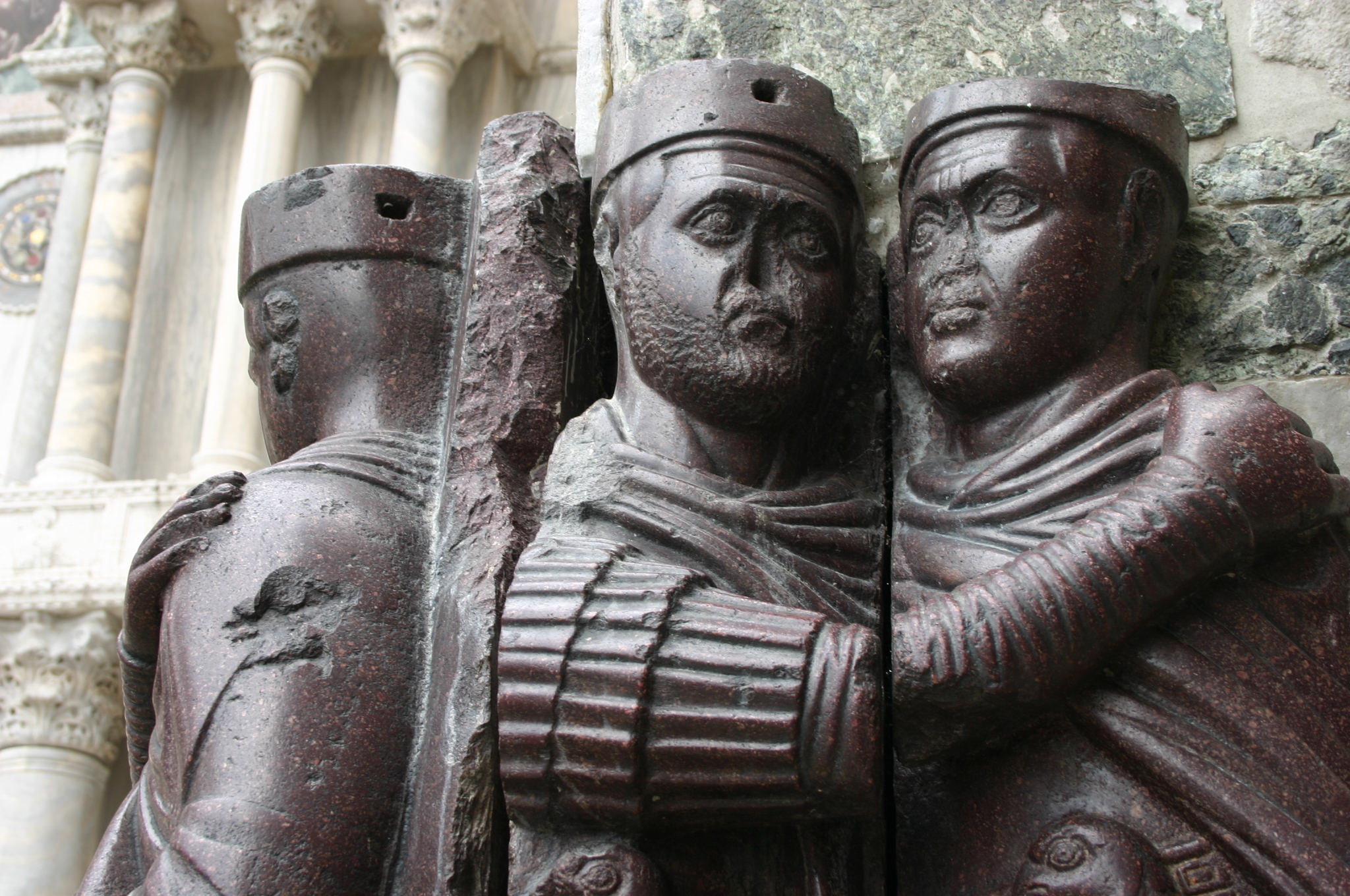

W wyobrażeniach czterech władców silnie podkreślono ideę żołnierskiego braterstwa i konstruktywnej zgody tetrarchów. Całość propagandowo przedstawia egalitarną jedność i daje symboliczne wyobrażenie concordii łączącej dwóch augustów i dwóch cezarów: jednakowo upozowani, objęci w geście zgody, są niemożliwi do odróżnienia i do imiennego określenia. Zatarcie cech indywidualnych miało służyć podkreśleniu idei równości i zgodności, a uogólniony modelunek został też częściowo wymuszony twardością użytego materiału. Rzeźby wykonano z porfiru, rzadko stosowanej, drogiej skały, na ogół zastrzeżonej dla przedstawień władców, a opór tego materiału w jego obróbce wpłynął na uwydatnienie „naiwnej brutalności” pomnika tetrarchów. 
Rzeźby te jednak interpretowane są również jako odzwierciedlenie nurtu pesymizmu, niepewności i mistycyzmu w sztuce późnorzymskiej. W naturalnym odruchu obawy oraz w geście wzajemnego pocieszenia, obejmujący się ramionami władcy ściskają zarazem głowice mieczy, jak gdyby dodając sobie odwagi w walce z nieszczęściami nawiedzającymi czwartowieczne imperium.